# ザグレブ市電
ザグレブ市電（クロアチア語: Tramvajski promet u Zagrebu）は、クロアチアの首都・ザグレブ市内を走る路面電車。2020年現在は路線バスやケーブルカーなど他の公共交通機関と共に、ザグレブ市の子会社であるザグレブ電気軌道（Zagrebački električni tramvaj、ZET）によって運営されている。

## 歴史

### 路面電車開通まで
19世紀の終わり頃、ザグレブでは急速な都市化が進行し、1890年代の10年間で人口も50 %という急激な増加を示した。これを受け、ザグレブ市内の交通機関を整備する動きが1880年代に進み、予算不足などによる計画変更を経て1890年に当時のオーストリア＝ハンガリー帝国主務省から馬車鉄道の建設許可が下りた。建設は翌1891年5月から始まり、当初はジュビリー経済林業博覧会（Jubilee Economic-Forestry Exhibition）の開催初日である8月15日に最初の路線が開通する予定だったが、車両の到着が遅れたことから実際の開業日は博覧会開催中の9月15日となった。
馬車鉄道は市民から高い評判を呼び、開業翌日だけでも当時のザグレブの人口（42,000人）の半数近くにも及ぶ約20,000人の乗客を運び、以降も盛況ぶりを見せた。だが、ザグレブの都市化がより進む中で馬車鉄道では旺盛な需要に対応できなくなり、より輸送力が高い交通機関・路面電車の建設が求められるようになった。当時、馬車鉄道はベルギーの企業連合が所有していたが、ザグレブ市は路面電車の導入にあたり10年単位で結ばれていた路線の所有権に関する契約を延長せず、1909年に新たに設立されたザグレブ電気軌道（以下、略称の「ZET」と記す）に権利を与えた。そして翌1910年8月18日、軌間1,000 mmの路面電車・ザグレブ市電が運行を開始した。開業当初に用意された車両はブダペストのガンツ製の電動車28両と、従来の馬車鉄道の客車を改造した付随車14両だった。その後、1911年までに馬車鉄道は全線とも路面電車に置き換えられた。

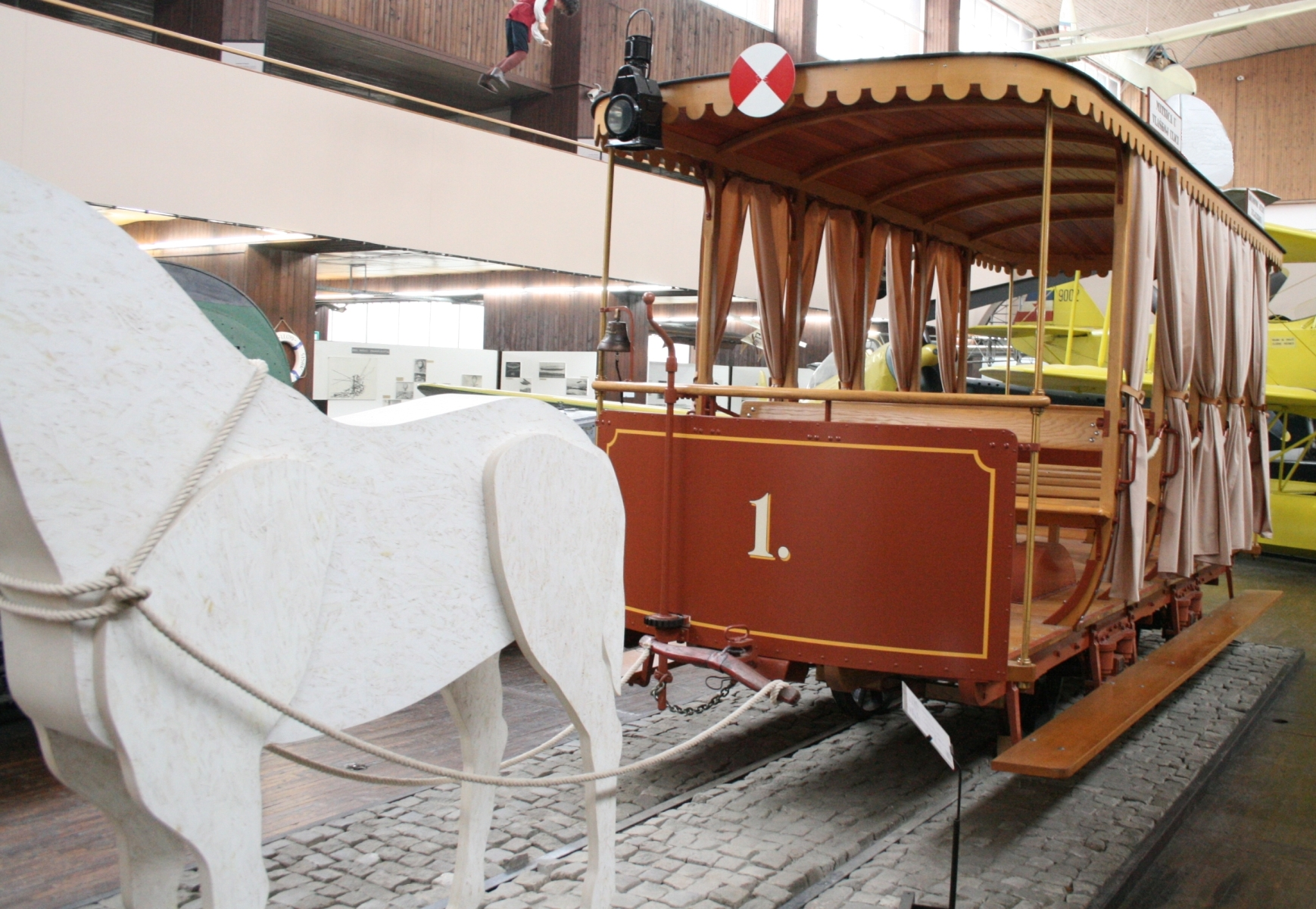
博物館に保存されている馬車鉄道の客車のレプリカ（2008年撮影）
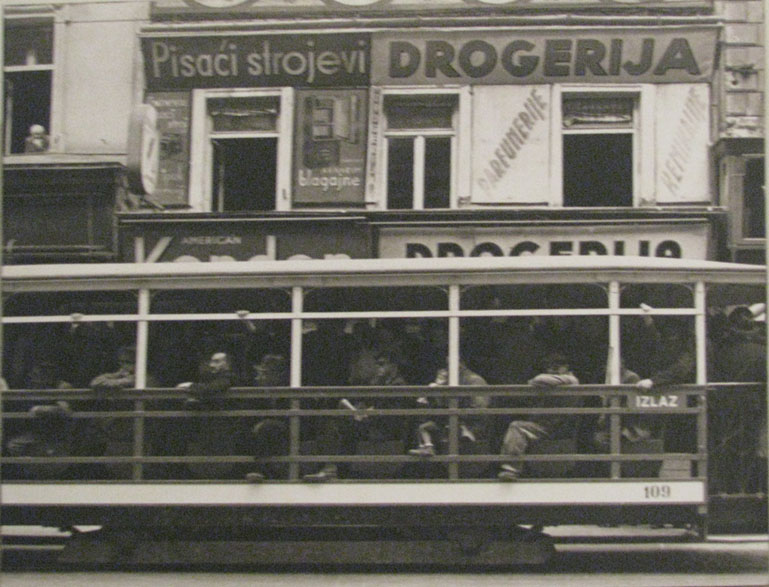
電化初期は窓や壁が撤去されたオープンデッキの付随車も使用された
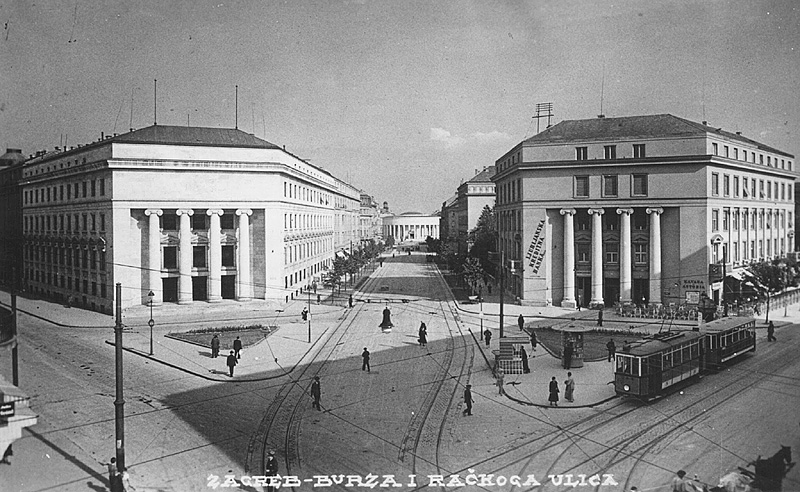
1930年代のザグレブ市電

### 路面電車の発展
第一次世界大戦期の混乱を経て、1920年代以降ザグレブ市電は都市の拡大と共に大規模な発展を始めた。1924年から各地で路線の延伸が相次いで行われたことに加え、1936年にはトレシュニェフカ（Trešnjevačka）に車両基地が建設され、2020年現在に至るまで80年以上に渡り使用が続いている。車両についても1922年に初めての国産車両となったM-22がザグレブ市電の工場で製造された後、1926年にザグレブ市内が右側通行へ改められたのを機に、それに対応した半鋼製車両のM-24が作られた。
第二次世界大戦以降、ザグレブがユーゴスラビアの都市となって以降も路面電車の発展は続き、1963年まで多数の路線が延伸された。車両についても制動装置、救助網を始めとした安全性の強化を図った初のボギー車・TMK 101が1951年に製造され、以降は1970年代までザグレブ市電の車両はジュロー・チャコビッチ工場（Đuro Đaković）で製造された。だが、同年代には生産数や製造価格の上昇が課題なったことで、ZETは同社との契約を打ち切り、1977年以降はチェコスロバキア（現：チェコ）に存在したČKDタトラ製の電車（タトラカー）が導入された。また、1960年代以降しばらく行われなかった新規路線の建設も1970年代後半に再開され、1990年まで複数の区間の延伸が行われた。これに合わせて、1980年にはドゥブラヴァ（Dubrava）に新たな車庫が増設されている。

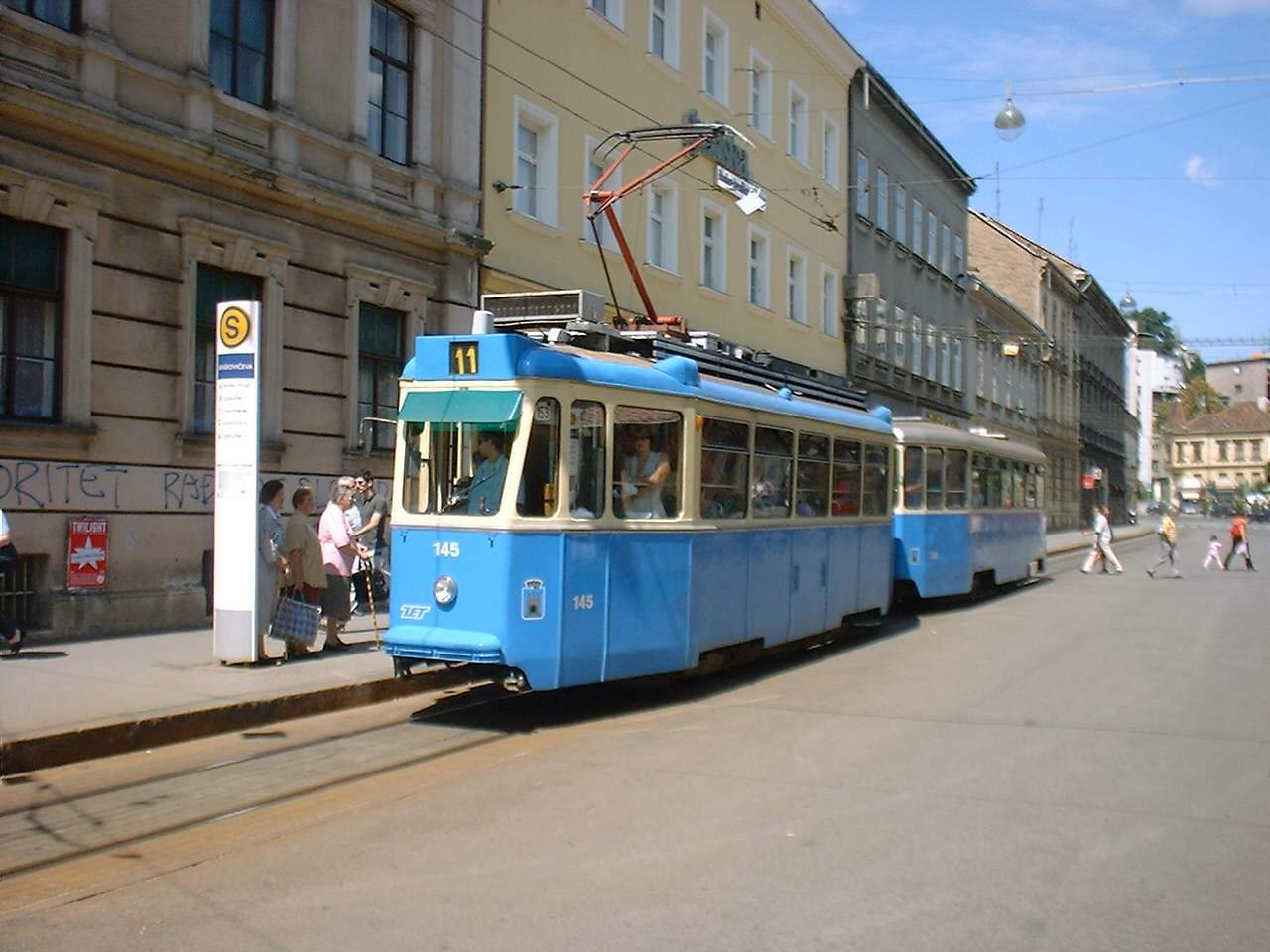
TMK 101は長期に渡って使用された（2000年代撮影）
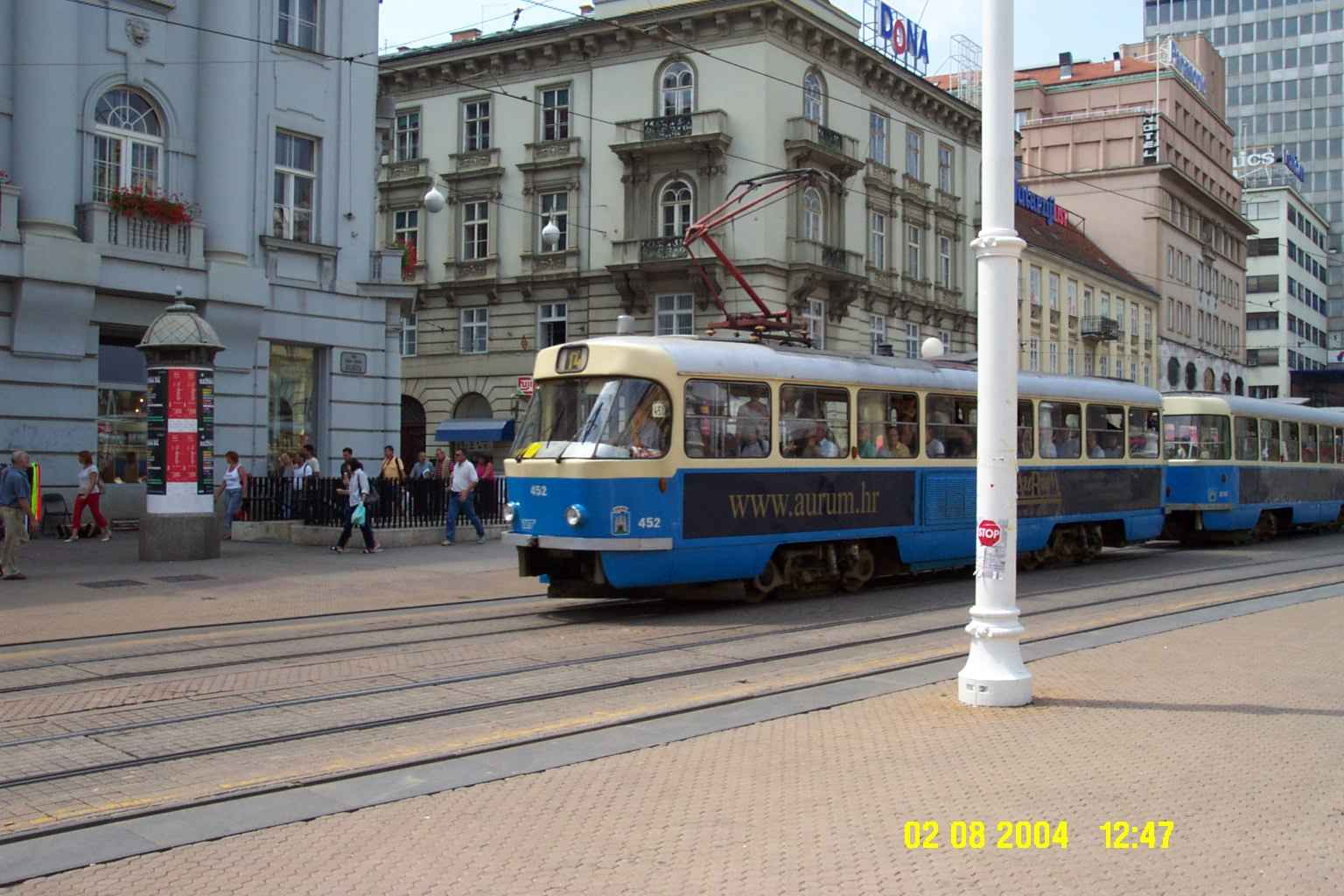
1970年代後半以降はタトラカーの大量導入が実施された（2005年撮影）

### クロアチア独立後
1991年のクロアチア独立後、ザグレブ市電ではクロアチア紛争を始めとした経済の混乱による資金不足が大きな課題となり、ドイツからの旧型電車の導入による旧型車両の置き換え、長年続いていた車掌業務の廃止など様々な対策が実施された。また、同時期にはZETが主導する近代化計画に基づき、ザグレブ各地の企業により旧型電車の機器を流用した3車体連接車のTMK 2100の生産も実施された。
その後、1998年にはザグレブの東西へ向かう新たな路線の建設が始まり、2000年10月11日および11月20日にそれぞれ営業運転が開始された。さらに2001年からはザグレブ市電に超低床電車を導入するプロジェクトが始動し、各地の企業が参加したコンソーシアムのクロトラムによって新造されたクロアチア国産のTMK 2200(hr:TMK 2200)は2005年7月13日から使用が始まっている。
2020年現在、ザグレブ市電は全長53.5 km、車両数277両という大規模な路線網を有しており、ZETが運営する路線バスやケーブルカー等と共にザグレブにおける重要な交通機関として運行を続けている。

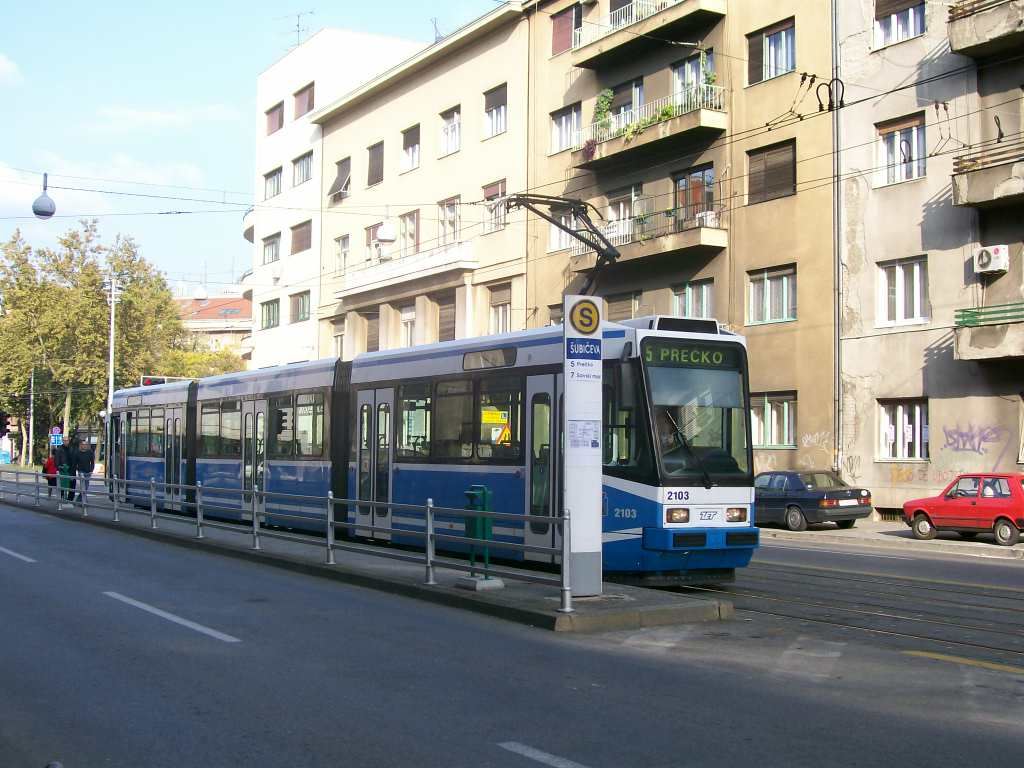
クロアチアの国内企業によって開発されたTMK 2100（2007年撮影）
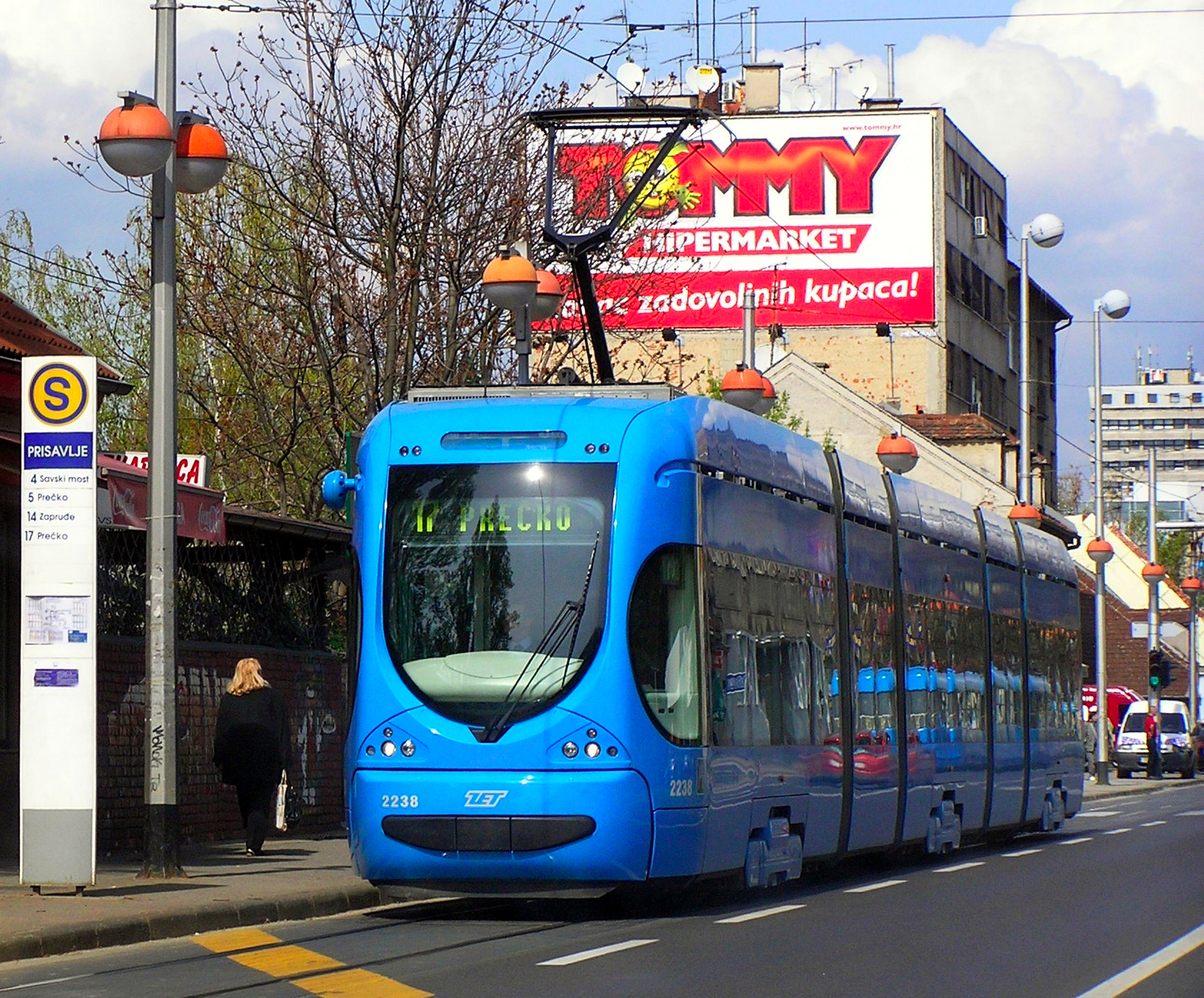
「クロトラム」はクロアチア国内で開発された超低床電車である（2008年撮影）

## 運行

### 系統
2020年現在、ザグレブ市電は以下の系統が運行されている。そのうち31 - 34号線は夜間に運行される深夜系統で、後述の通り他の系統と比べ運賃が高額となっている。市電を含め、ZETが運営する公共交通機関の位置情報は「Easyway（）」のページから閲覧することができる。
| 系統番号 | 起点             | 終点        | 営業キロ | 運行間隔 | 備考                                     |
| -------- | ---------------- | ----------- | -------- | -------- | ---------------------------------------- |
| 1        | Zapadni kolodvor | Borongaj    | 5.99 km  | 7-20分   | [ 9 ]                                    |
| 2        | Črnomerec        | Savišće     | 10.59 km | 8-14分   | [ 10 ]                                   |
| 3        | Ljubljanica      | Savišće     | 10.02 km | 12-16分  | [ 11 ]                                   |
| 4        | Savski most      | Dubec       | 12.72 km | 9-12分   | [ 12 ]                                   |
| 5        | Prečko           | Bukovačka   | 12.44 km | 12-16分  | [ 13 ]                                   |
| 6        | Sopot            | Črnomerec   | 10.23 km | 6-13分   | [ 14 ]                                   |
| 7        | Savski most      | Dubrava     | 13.15 km | 7-13分   | [ 15 ]                                   |
| 8        | Zapruđe          | Mihaljevac  | 8.31 km  | 14-17分  | [ 16 ]                                   |
| 9        | Ljubljanica      | Borongaj    | 7.32 km  | 8-14分   | [ 17 ]                                   |
| 11       | Črnomerec        | Dubec       | 12.02 km | 6-11分   | [ 18 ]                                   |
| 12       | Ljubljanica      | Dubrava     | 9.2 km   | 7-11分   | [ 19 ]                                   |
| 13       | Kvaternikov Trg  | Žitnjak     | 11.51 km | 11-19分  | [ 20 ]                                   |
| 14       | Mihaljevac       | Savski most | 8.11 km  | 7-13分   | [ 21 ]                                   |
| 15       | Dolje            | Mihaljevac  | 2.57 km  | 11-12分  | [ 22 ]                                   |
| 17       | Prečko           | Borongaj    | 12.69 km | 7-12分   | [ 23 ]                                   |
| 31       | Črnomerec        | Savski most | 14.21 km | 50-56分  | 深夜系統、運行時間は0時11分-4時51分      |
| 32       | Prečko           | Borongaj    | 12.69 km | 48分     | 深夜系統、運行時間は23時50分-翌日5時51分 |
| 33       | Dolje            | Savišće     | 16.38 km | 56-62分  | 深夜系統、運行時間は0時9分-4時29分       |
| 34       | Ljubljanica      | Dubec       | 14.23 km | 56-62分  | 深夜系統、運行時間は23時8分-翌日4時9分   |

### 運賃
2020年現在、ザグレブ市電の運賃は路線バスと共通で以下のように設定されている。運賃は時間制で、キオスクや各事務所で購入した紙の乗車券や、ZETに加えザグレブ郊外へ向かうクロアチア国鉄の列車でも使用可能な非接触式ICカードで支払う形になっている。前者は車内でも乗務員から購入することができるが、その場合事前に購入した場合より高額となる。また観光客向けとして、各種交通機関が無料で利用可能かつザグレブ市内の各種施設の割引が行われる「ザグレブカード」（Zagreb Card）も使用することができ、有効期限によって24時間（98クーナ）、72時間（135クーナ）の2種類が存在する。
ZETが運営する公共交通機関では乗車時に乗客自身が刻印する信用乗車方式が導入されており、ICカード使用時には乗車時にカードリーダーの画面（タッチパネル）から料金を選択した後、ICカードをかざし運賃を支払う方法が用いられている。車内では検札が行われており、無賃乗車が発覚した場合は最大800クーナという多額の罰金が科せられる。
| 時間     | 乗車券の購入方法 | 運賃 (クーナ) | 備考 |
| -------- | ---------------- | ------------- | ---- |
| 30分     | 事前購入         | 4.00          |      |
| 30分     | 乗務員から購入   | 6.00          |      |
| 60分     | 事前購入         | 7.00          |      |
| 60分     | 乗務員から購入   | 10.00         |      |
| 90分     | 事前購入         | 10.00         |      |
| 90分     | 乗務員から購入   | 15.00         |      |
| 1日      | 事前購入         | 30.00         |      |
| 1日      | 乗務員から購入   | 30.00         |      |
| 3日      | 事前購入         | 70.00         |      |
| 7日      | 事前購入         | 150.00        |      |
| 15日     | 事前購入         | 200.00        |      |
| 30日     | 事前購入         | 400.00        |      |
| 深夜系統 | 事前購入         | 15.00         |      |
| 深夜系統 | 乗務員から購入   | 15.00         |      |

## 車両
2025年現在、ザグレブ市電に在籍する、および導入が予定されている営業用車両の形式は以下の通り。同年時点で超低床電車の導入が継続して行われており、将来的に超低床電車以外の車両はTMK 301（タトラKT4YU）およびTMK 2100を除いて廃車される予定である。これらの車両はトレシュニェフカ（Trešnjevačka）、ドゥブラヴァ（Dubrava）の各車庫に配置されている。

### TMK 401・TP 801

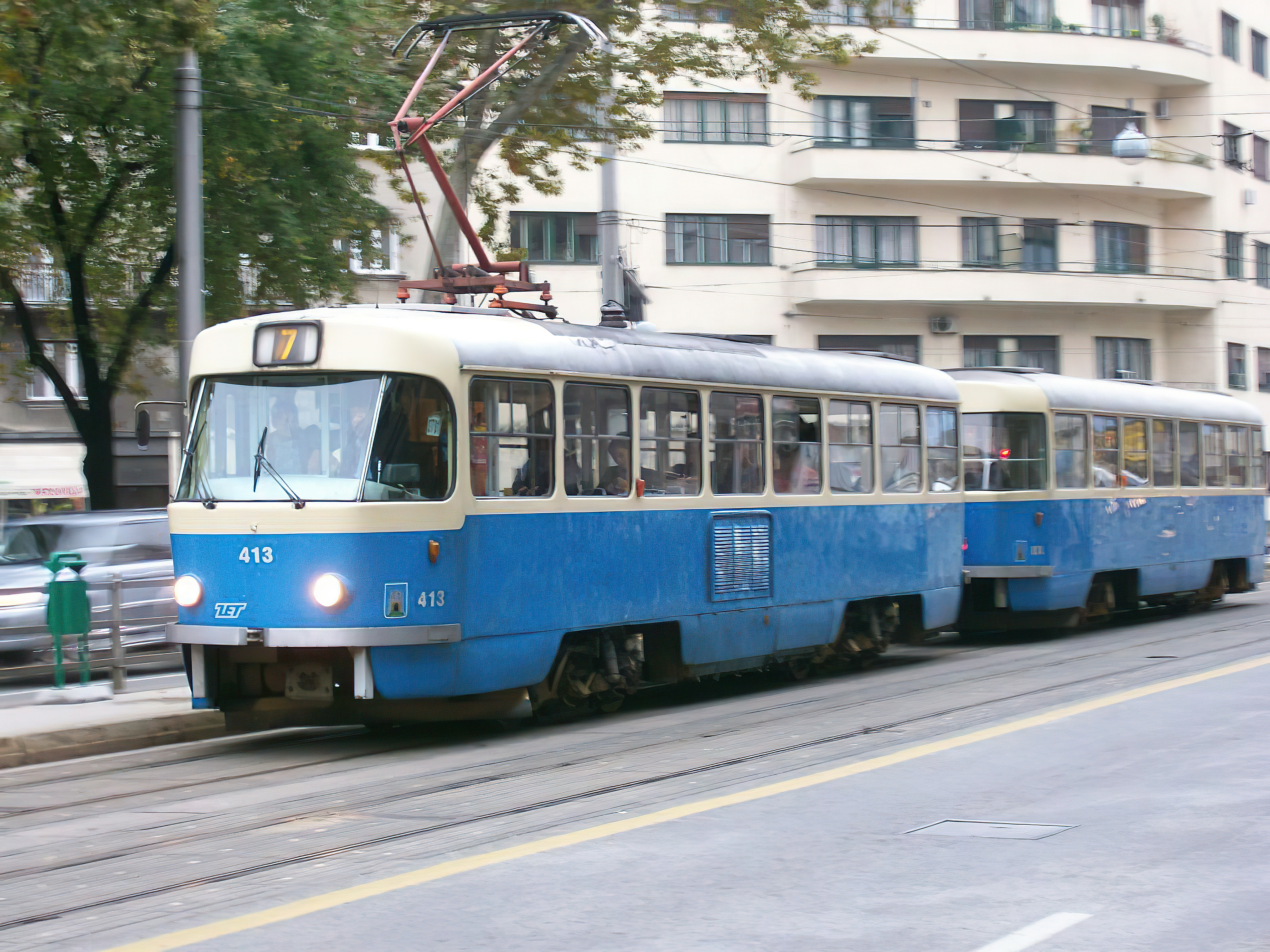
TMK 401（前方）
TP 801（後方）

1970年代以降の延伸に合わせ、ザグレブ市電にはクロアチア（→ユーゴスラビア）の国内企業であったジュロー・チャコビッチ工場（Đuro Đaković）に代わり、チェコスロバキア（現：チェコ）のČKDタトラで製造された路面電車車両（タトラカー）が導入された。その最初の車両として登場したのが、ユーゴスラビア向けのボギー車であるT4YU・B4YUで、電動車のT4YUにはTMK 401、付随車のB4YUにはTP 801の形式名が与えられた。1977年から1984年まで計180両（TMK 401：95両、TP 801：85両）が導入され、残存していた戦前製の2軸車を置き換えている。

### TMK 301・TMK 351

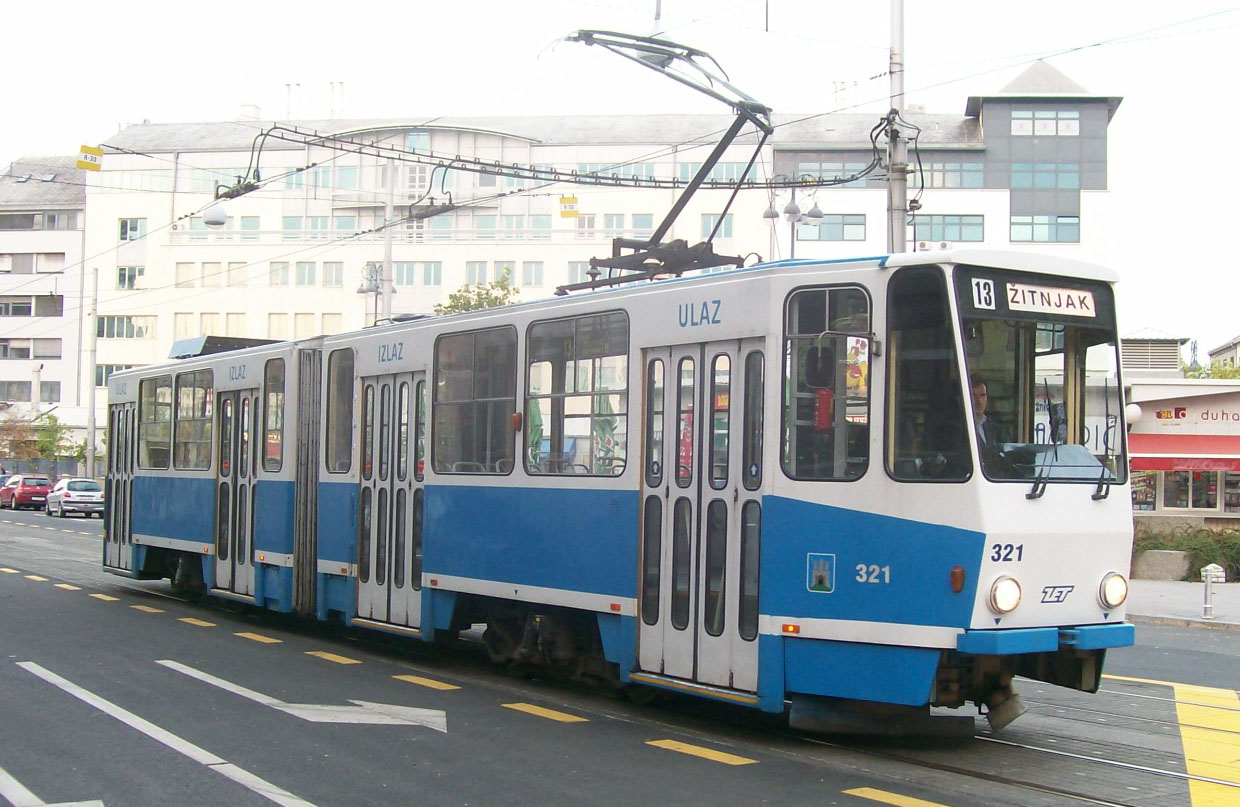
TMK 301

1985年以降導入されたČKDタトラ製の車両は、小型2車体連接車のKT4YUとなった。制御装置の構造によって形式が分けられており、抵抗制御に対応した装置を搭載した車両にはTMK 301、電機子チョッパ制御に対応した車両にはTMK 351という形式名が付けられている。前者は1985年から1986年に50両、後者は1987年に1両のみ導入された。

### TMK 2100

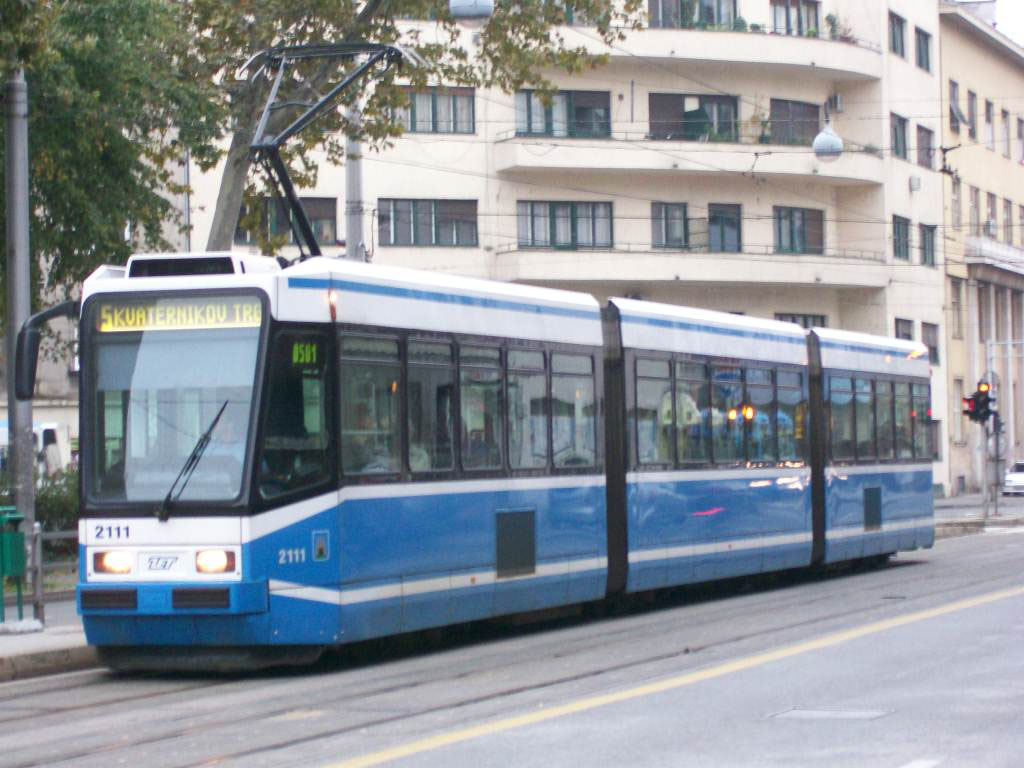
TMK 2100

1994年に試作車が製造された3車体連接車。クロアチア独立後初の国産車両で、台車や主電動機など一部の部品は旧型車両からの流用品が用いられた。ZETが主導したプロジェクトの元、クロアチア各地の企業が参加して開発が行われ、1997年から2003年まで製造された量産車も含めて計16両がザグレブ市電に導入された。

### TMK 2200

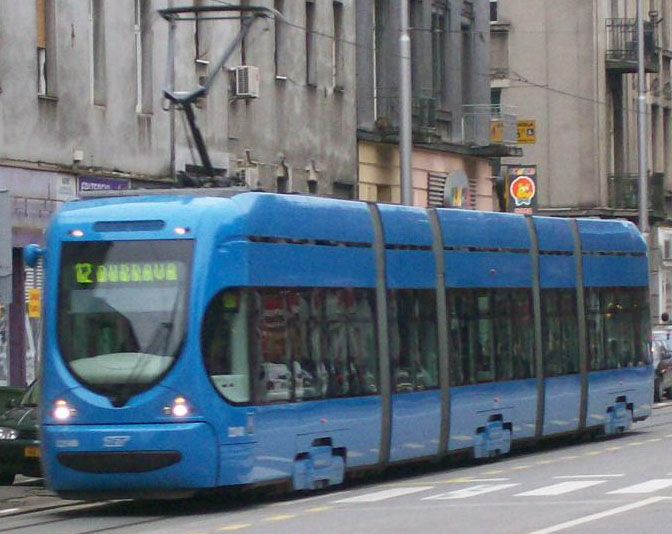
TMK 2200

ザグレブ市電およびクロアチア国産の路面電車車両で初となる超低床電車。開発にあたっては海外からの資金援助を受けることなく、コンサール、TŽVグレデリ、ジュロー・チャコビッチ等のクロアチア国内企業によるコンソーシアム・クロトラム（Crotram）が立ち上げられた。そのうちTMK 2200は5車体連接車で、2003年に製造に関する契約が結ばれ、2005年7月13日から開業し、2010年までに140両が導入されている。

### TMK 2300

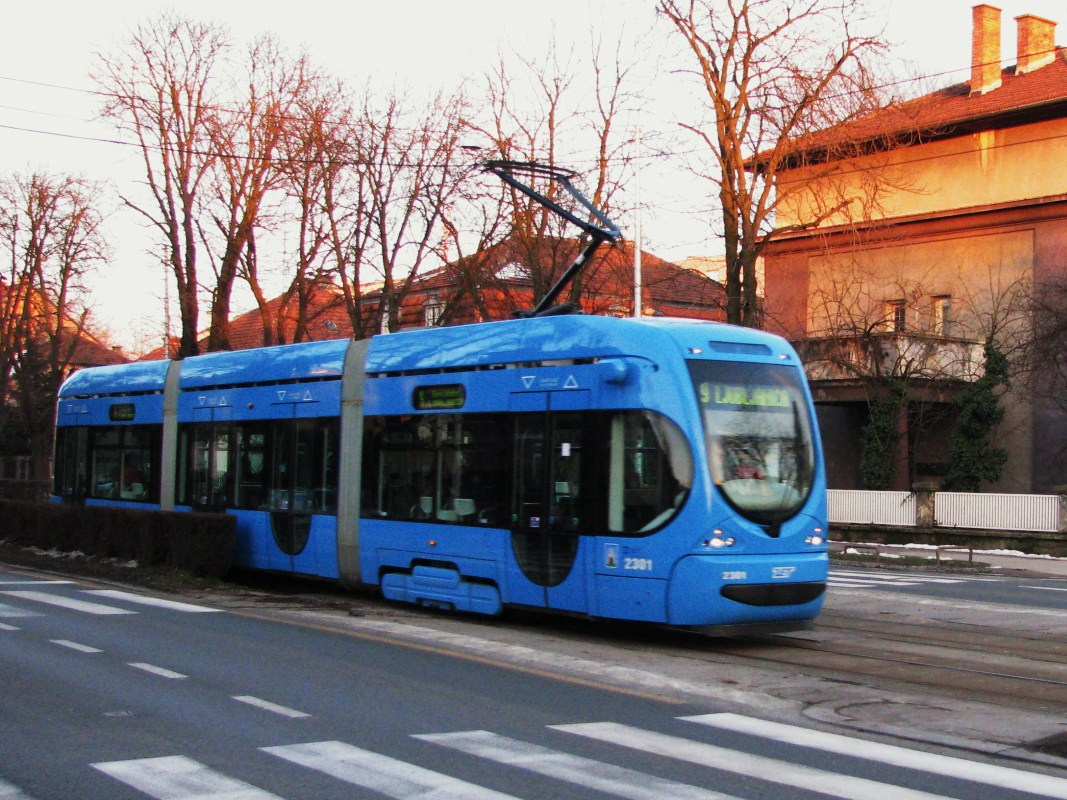
TMK 2300

コンソーシアム「クロトラム」によって開発された超低床電車のうち、TMK 2200より短い3車体連接式の車両。TMK 2200-Kとも呼ばれる。2009年から営業運転を開始し、2両が在籍する。

### GT6M

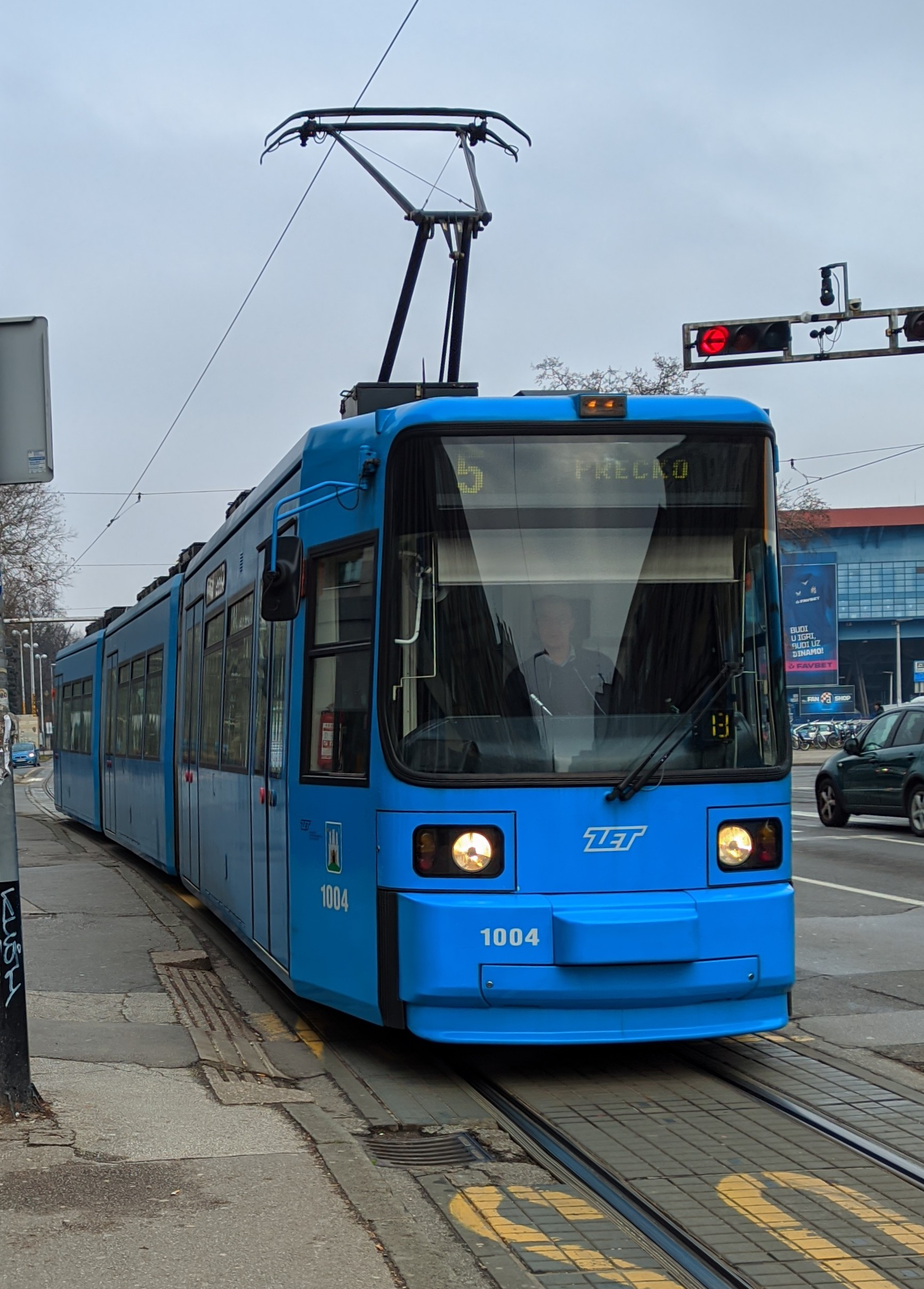
GT6M

元はドイツのアウクスブルク市電で使用されていた3車体連接式の超低床電車で、日本ではブレーメン形と呼ばれる車両。新型車両の導入により余剰となった11両全車が2023年10月から2024年12月にかけて譲渡されている。

### NT2400

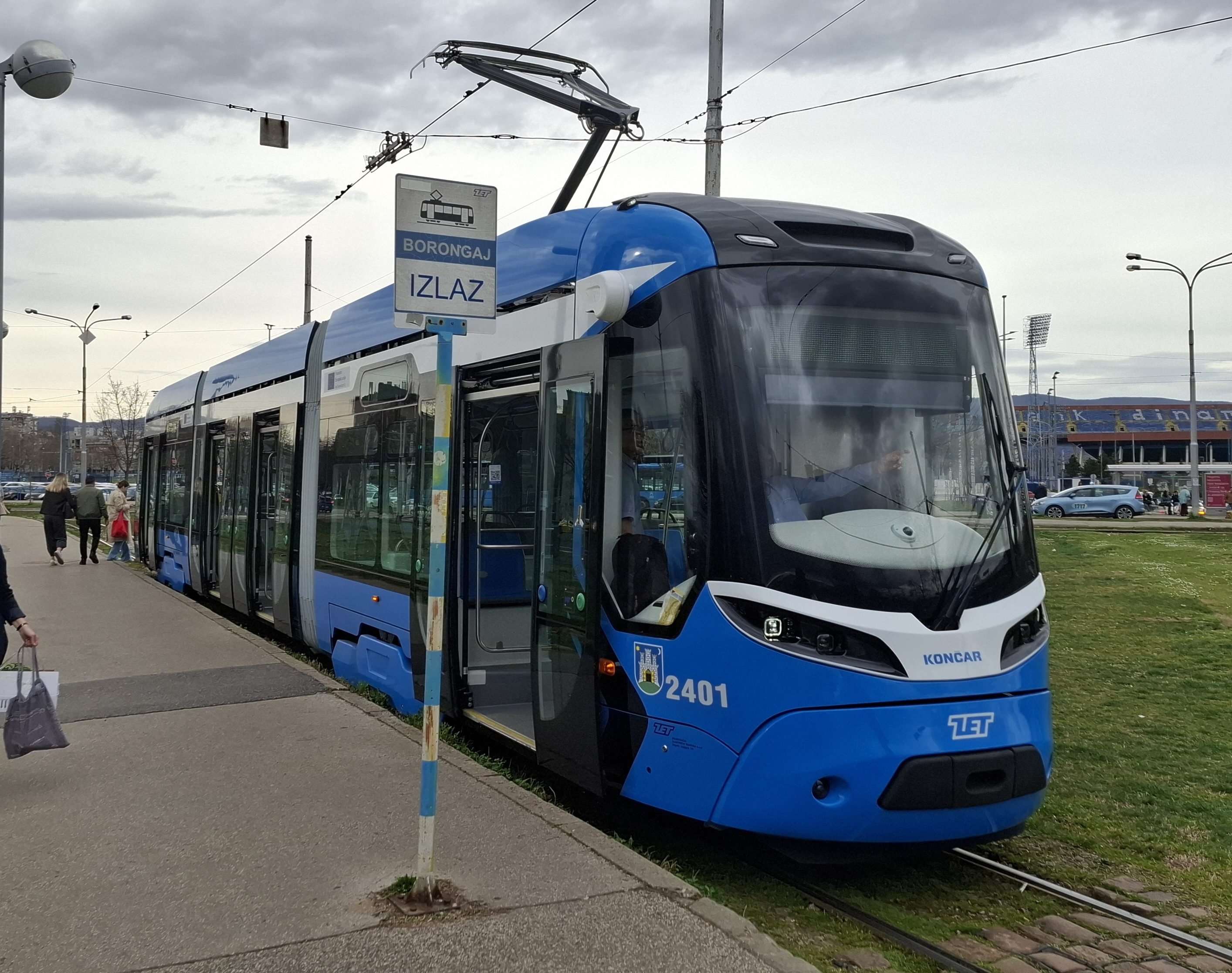
NT2400

コンサールが製造する3車体連接式の超低床電車。残存する高床式車両の置き換えを目的としており、2025年中に20両、2027年までに20両の導入が確定している他、40両分のオプションの契約も行われている。

### 過去の車両
- M-22（クロアチア語版） - 1922年から製造が行われた、ザグレブ市電における初のクロアチア国産車両。製造時は骨組みも含めて木材で作られた木製車両だった[3][5]。
- M-24（クロアチア語版） - ザグレブ市内における右側通行の導入に合わせて1926年以降製造された、M-22の改良型車両。付随車と共に1930年代まで生産が行われ、1940年代から1950年代まで片運転台に改造されたが、ボギー車への置き換えによりM-22と共に1977年までに営業運転から引退した。その後は1両が動態保存されている他、事業用車両に改造された車両も残存する[3][5][52]。
- TMK 101 - 第二次世界大戦後に導入された初の新造車両にして、ザグレブ市電初の輸送力に長けたボギー車。試作車はザグレブ市電の車両基地で、量産車はジュロー・チャコビッチ工場で製造され、制動装置の強化や救助網の設置など安全対策の強化が図られた。1951年から1965年にかけて試作車も含めて合計63両が導入され、付随車のTP 531と共に長期に渡って使用されたが、老朽化が進んだことで2008年に営業運転を終了した。以降も一部車両が残存し、動態保存が可能な状態となっている車両も存在する[3][53][38][54][55]。
- TMK 201 - 輸送力増強を目的にジュロー・チャコビッチ工場で製造されたボギー車。従来の車両から車体が大型化し、出力も向上した。付随車のTP 701と共に1973年から1974年にかけて製造され、2025年まで営業運転に用いられた[3][34][35][53][38][56]。
- TMK 900 - ユーゴスラビア国内における標準型路面電車開発のため、1990年にジュロー・チャコビッチ工場で1両が試作された2車体連接車。ZT-900とも呼ばれていたが、ユーゴスラビア崩壊などの影響から量産には至らなかった[35][42]。
- TMK 901・TMK 941 - ドイツ（旧：西ドイツ）・デュワグ製の2車体連接車。元はマンハイム市電（ドイツ語版）で使用されていた車両で、クロアチア独立直後の1994年から1998年にかけて35両が譲渡され、老朽化が深刻化していた旧型車両を置き換えた。車両形態によって番号が分けられており、TMK 901はデュワグカーと呼ばれる初期の車両、TMK 941は改良型のマンハイム形と呼ばれる車両であった。一部車両は2009年と2012年にクロアチアのオシエク市電に再譲渡されたが、それ以外の車両は超低床電車へ置き換えられ廃車・解体された[35][3][57][58][47]。

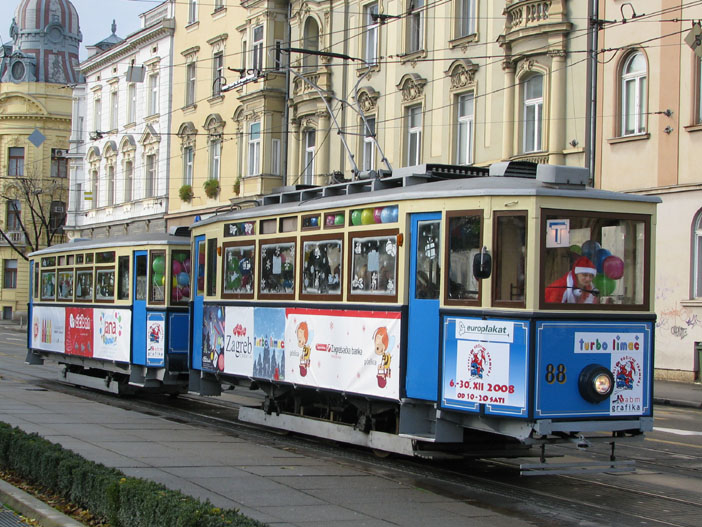
M-24
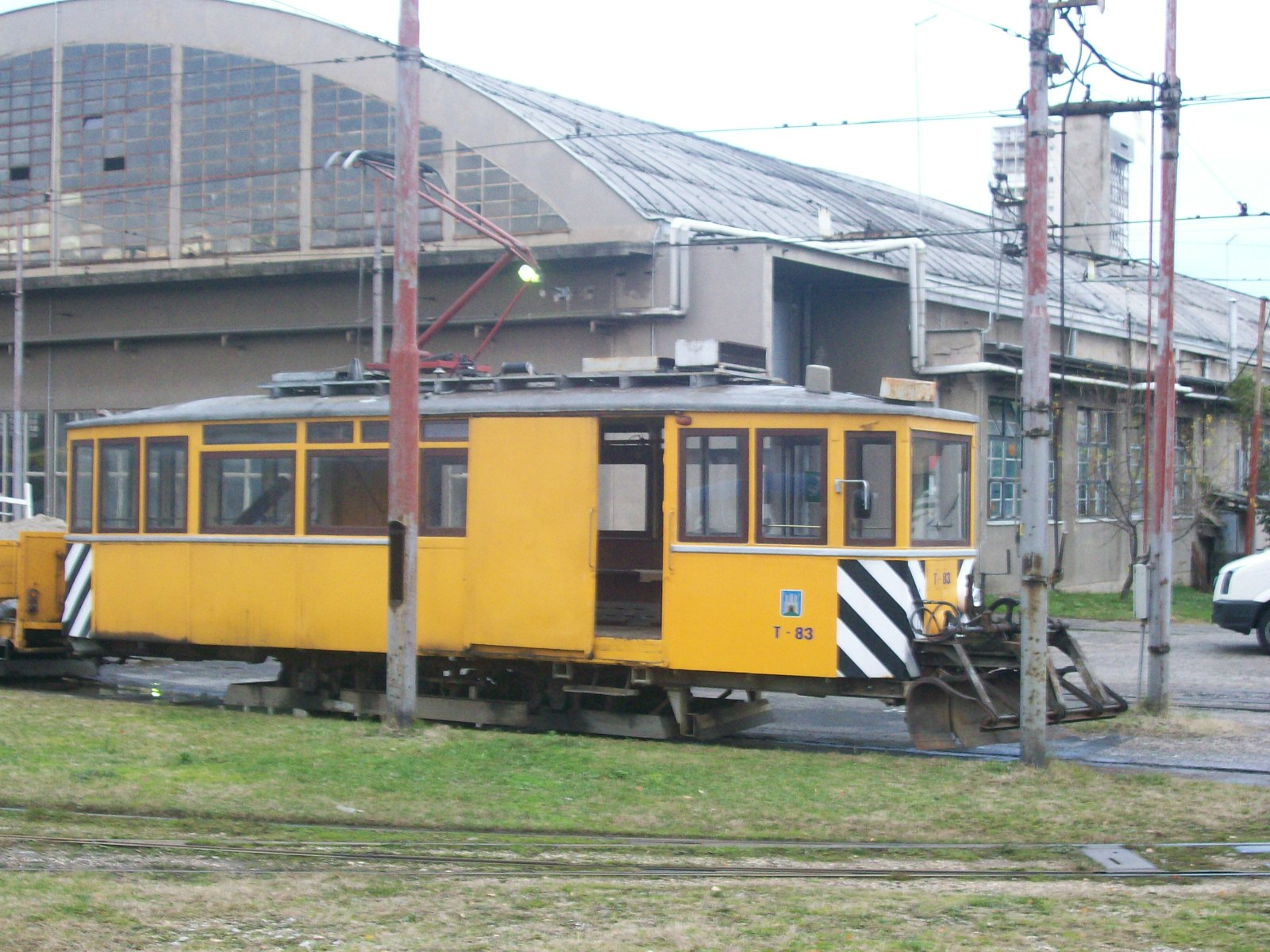
M-24（事業用車両）
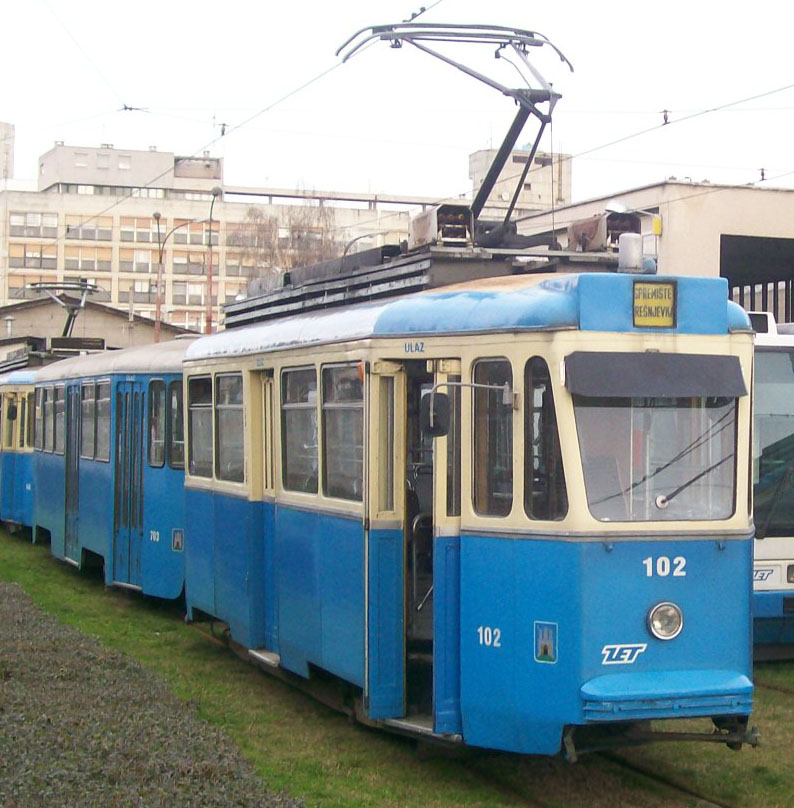
TMK 101
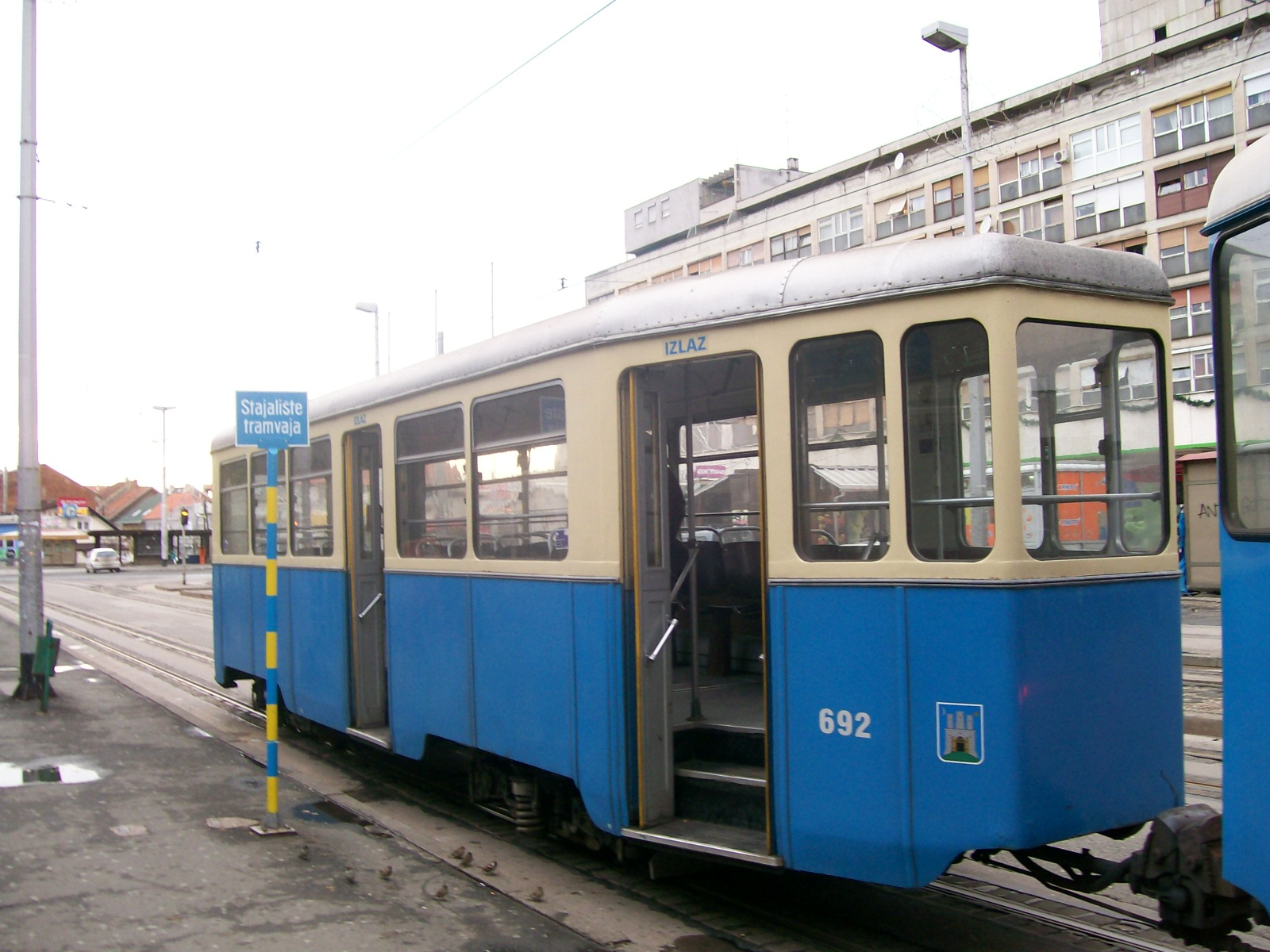
TP 531
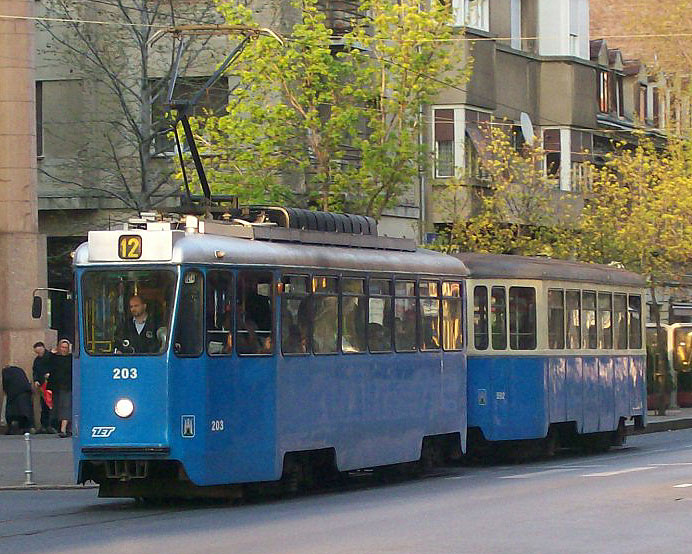
TMK 201
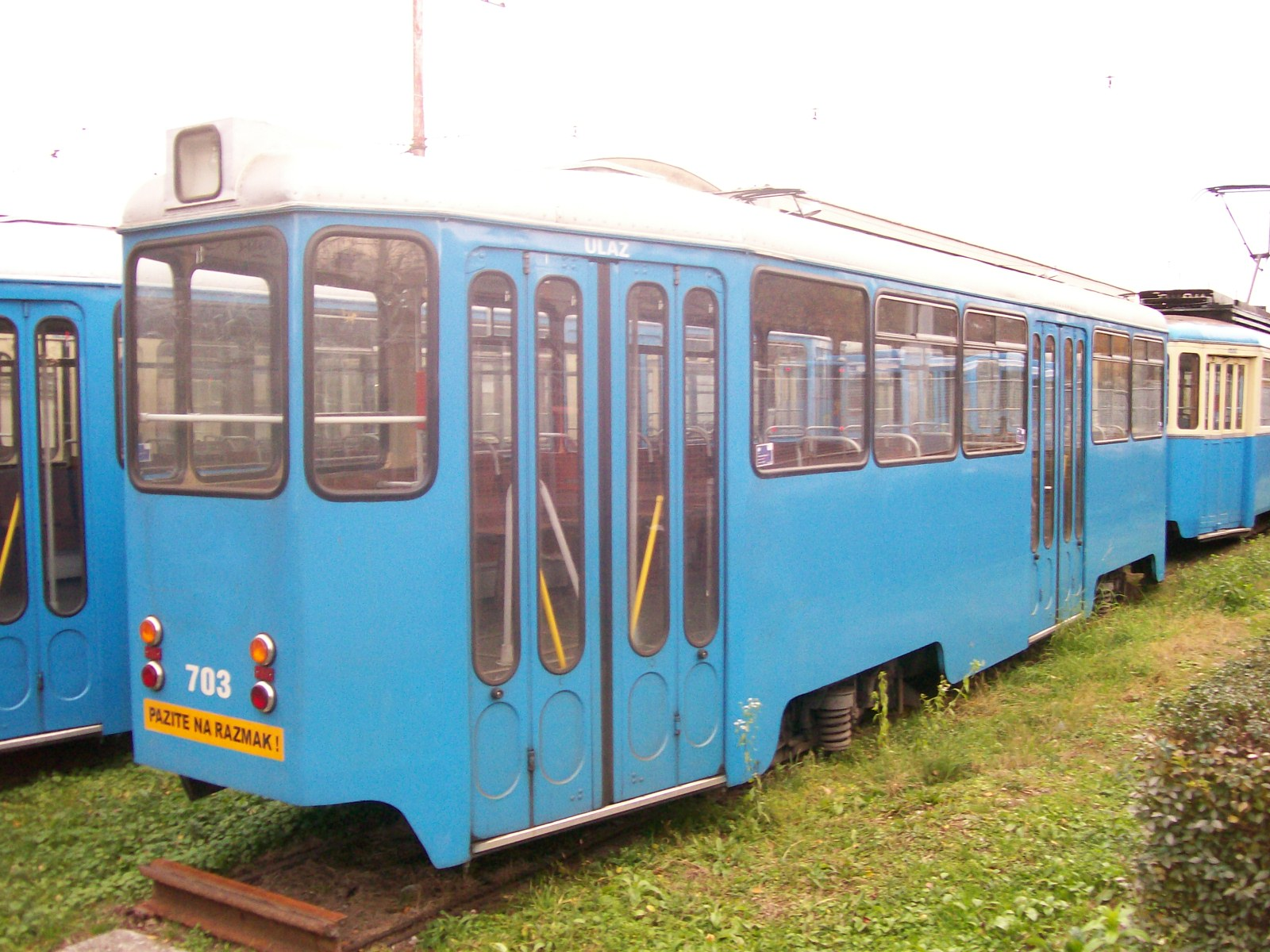
TP 701
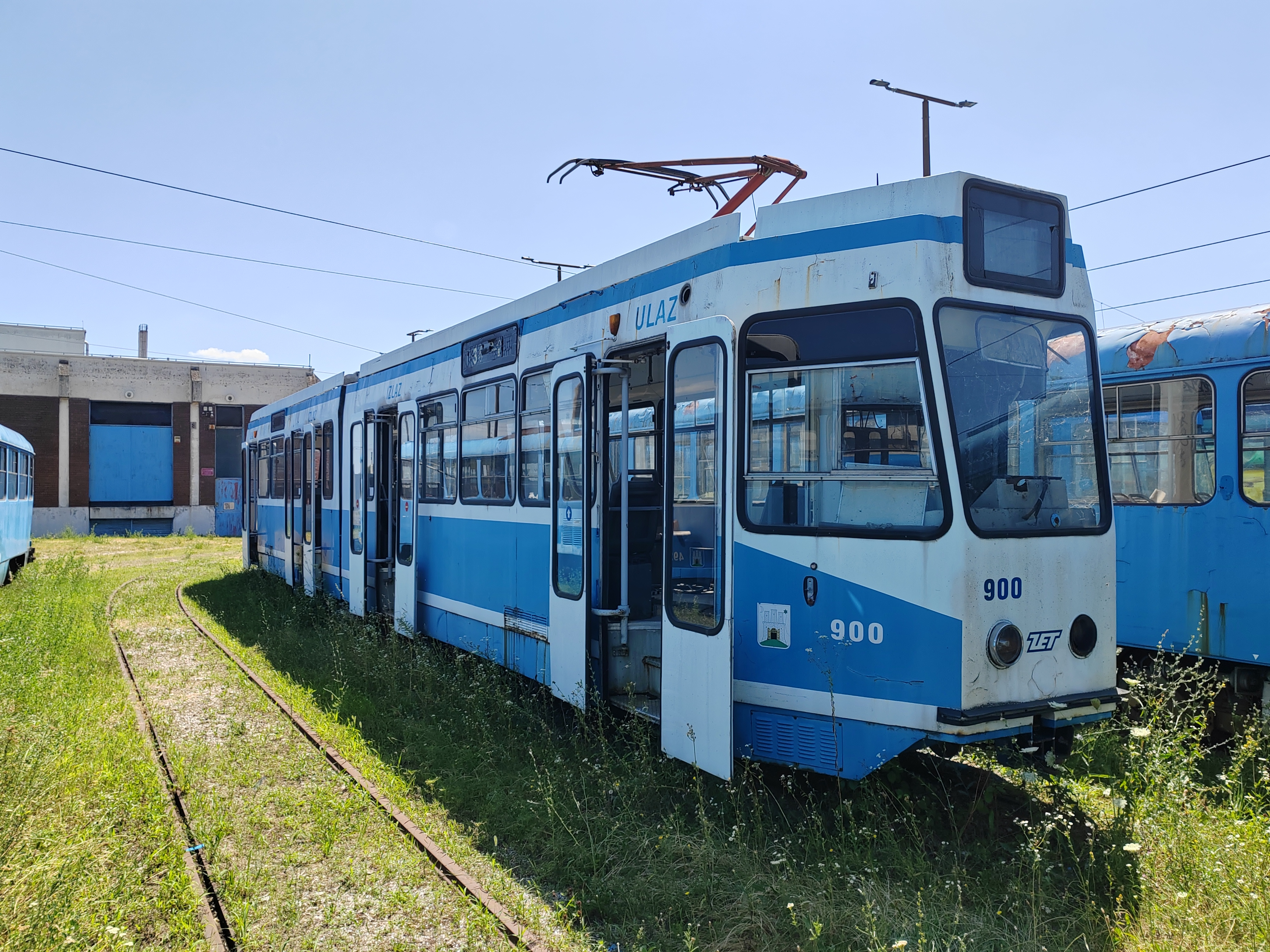
TMK 900
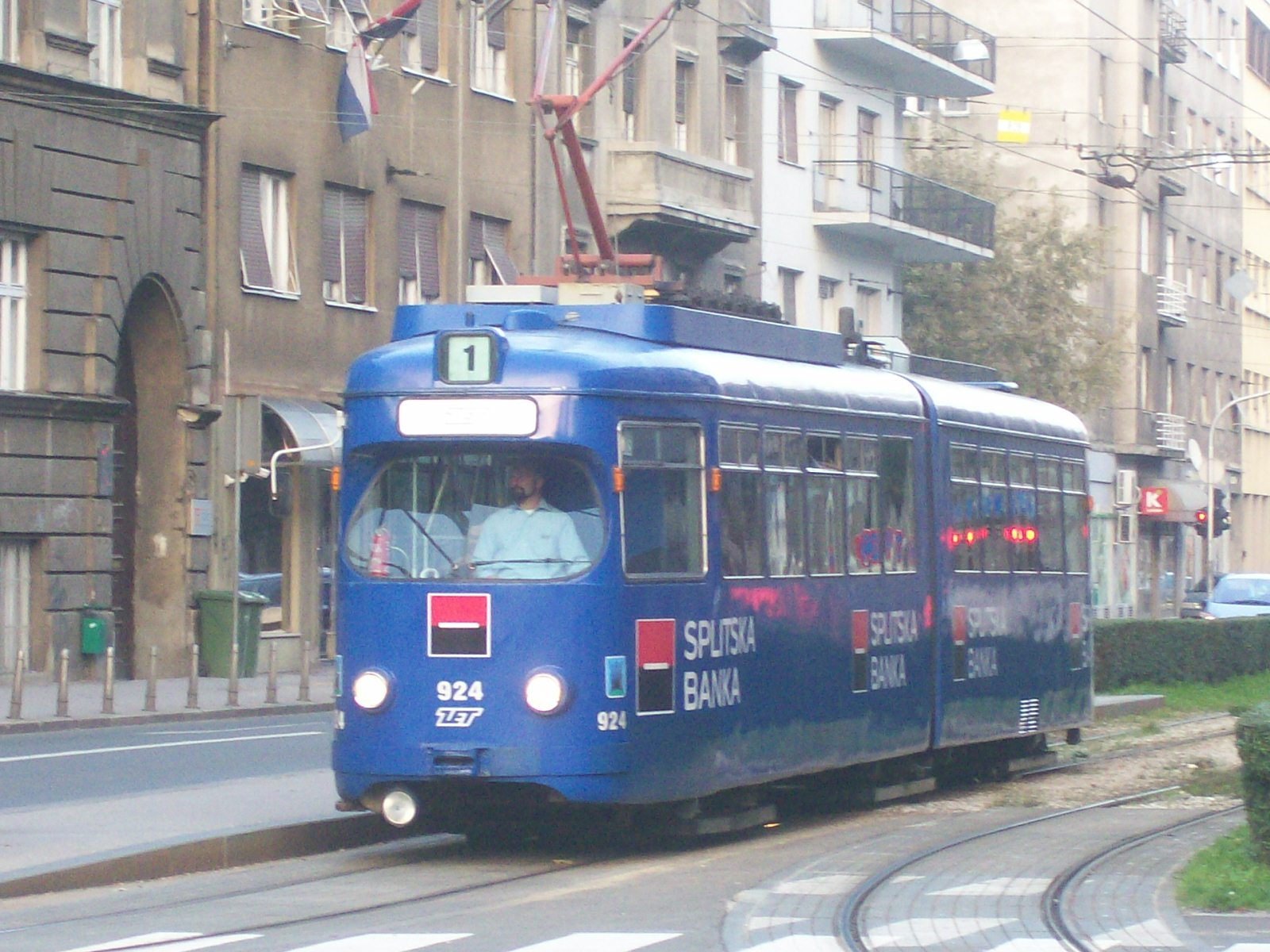
TMK 901
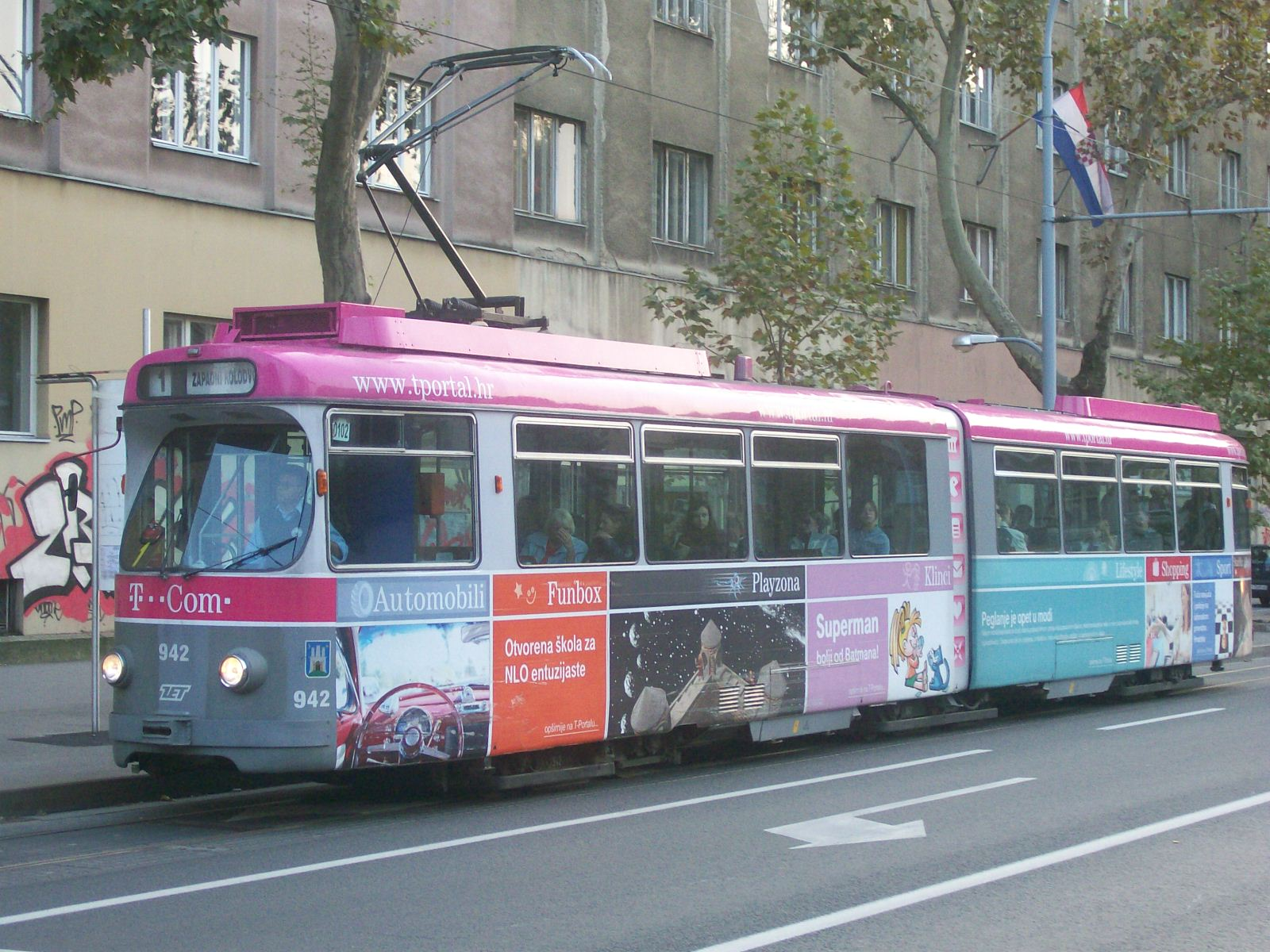
TMK 941

## 新型コロナウイルス・地震の影響
新型コロナウイルス感染症（COVID-19）の被害拡大を防ぐため、クロアチア国家公安保護当局は2020年3月21日にタクシーを除いた国内の公共交通機関を翌3月22日から30日間全面的に運行を停止することを決定し、ザグレブ市電もその対象となり全系統の運行を停止した。その後4月30日に3つの系統（3・5・14号線）で運行が再開し、以降は順次各系統の営業運転再開が行われている。ただし3月22日に発生したマグニチュード5.5の地震により路面電車網にも被害が生じており、全面復旧には多くの時間を費やす状況となっている。